# 屈尔邦
屈尔邦（法語：Curbans，法語發音：[kyʁbɑ̃]）是法国上普罗旺斯阿尔卑斯省的一个市镇，属于福卡尔基耶区。

## 地理
屈尔邦（44°25'41"N, 6°2'16"E）面积28.88 平方千米，位于法国普罗旺斯-阿尔卑斯-蓝色海岸大区上普罗旺斯阿尔卑斯省，该省份为法国东南部内陆省份，北起上阿尔卑斯省，西接沃克吕兹省，西北接德龙省，南至瓦尔省，东临滨海阿尔卑斯省，东北部与意大利接壤。
与屈尔邦接壤的市镇（或旧市镇、城区）包括：勒凯尔、克拉雷、福孔迪凯尔、梅尔沃、拉莫特迪凯尔、旺特罗勒、拉尔迪耶和瓦朗萨、拉索尔斯、塔拉尔、维特罗勒。

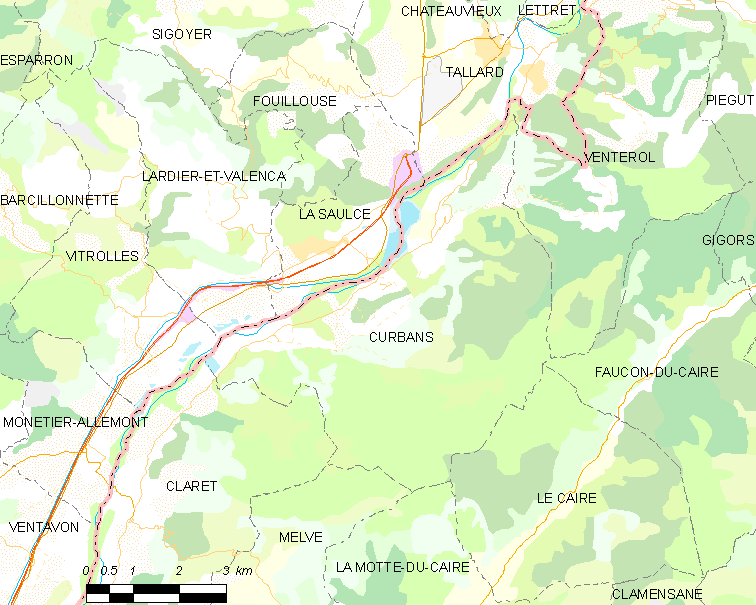
屈尔邦的OSM定位图

屈尔邦的时区为UTC+01:00、UTC+02:00（夏令时）。

## 行政
屈尔邦的邮政编码为05110，INSEE市镇编码为04066。

## 政治
屈尔邦所属的省级选区为塞讷县。

## 人口

1962-2008年间屈尔邦人口变化图示

屈尔邦于2022年1月1日时的人口数量为577人。